# 布里欧库尔 (上马恩省)
布里欧库尔（法語：Briaucourt，法語發音：[bʁijokuʁ]）是法国上马恩省的一个市镇，位于该省中部，属于肖蒙区。

## 地理
布里欧库尔（48°12'29"N, 5°11'18"E）面积9.47 平方千米，位于法国大東部大區上马恩省，该省份为法国东北部内陆省份，北起马恩省和默兹省，西接奥布省，西南接科多尔省，东南接上索恩省，东临孚日省。
与布里欧库尔接壤的市镇（或旧市镇、城区）包括：马雷耶、罗什福尔叙拉科特、昂德洛-布朗什维尔、博洛涅、尚特赖讷、达尔马讷。

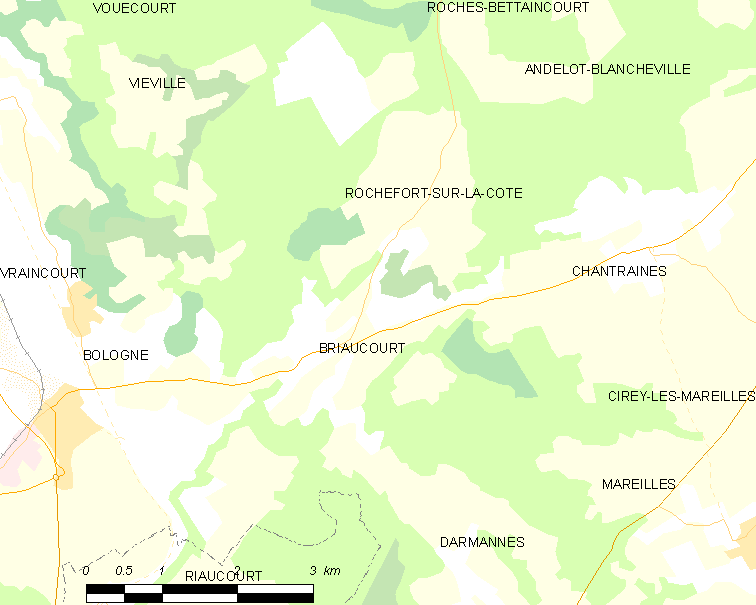
的OSM定位图

布里欧库尔的时区为UTC+01:00、UTC+02:00（夏令时）。

## 行政
布里欧库尔的邮政编码为52700，INSEE市镇编码为52075。

## 政治
布里欧库尔所属的省级选区为博洛涅县。

## 人口

1962-2008年间人口变化图示

布里欧库尔于2022年1月1日时的人口数量为170人。